# Turi (parroquia)
La parroquia rural Turi localizada en el cantón Cuenca, provincia del Azuay se considera como un pilar fundamental de la infraestructura y paisaje de la ciudad de Cuenca, caracterizado por sus zonas de vegetación y bosque, su gastronomía, diferentes tipos de artesanías y sobre todo sus miradores representativos que muestra una agradable vista de la ciudad de cuenca  lo hace un lugar atractivo e inexcusable para visitar y conocer un poco más de la cultura de la zona para los turistas tanto nacionales como internacionales.

## Localización
La parroquia Turi está ubicada en el área sur de la ciudad de Cuenca, situándose en la parte interandina de la región ocupando la parte central del Cantón Cuenca.

## Turismo
La parroquia cuenta con varios lugares atractivos para los turistas que buscan gozar de la cultura e infraestructura nativa

### Iglesia de Turi
La iglesia perteneciente a la parroquia de Turi, punto referencial en esta locación, al encontrarse en la zona del mirador, en la entrada de la parroquia.
La construcción de esta edificación religiosa data de los años 30´s, construida por el Padre Guambaña, gestor e ideador de la actual parroquia. En el interior de la iglesia podemos divisar una imagen perteneciente a la Virgen de la Merced, patrona de la parroquia, la cual fue traída de España y cuenta con más de 80 años de antigüedad.
Decenas de personas visitan este sitio diariamente, entre ellas religiosos, quienes acuden a las misas celebradas en honor a la Virgen de la parroquia, turistas quienes se ven atraídos por la arquitectura colonial de la ciudad que se mantiene intacta, contrastando con la modernidad de la ciudad.
La iglesia es un punto crucial para la reunión del pueblo al momento de realizar sus celebraciones parroquiales, las mismas que siempre llevan un fuerte tinte religioso y hacen en reverencia a la Virgen de la Merced que cuida su poblado. Entre estas se celebran las "Fiestas Navideñas", ejecutadas en las semanas de diciembre en honor al Señor de Belén. El pueblo se reúne para realizar la quema de castillos y variados juegos pirotécnicos que iluminan de colores la blanca iglesia de Turi durante las noches y las puede ver a la lejanía el resto de la ciudad de Cuenca.

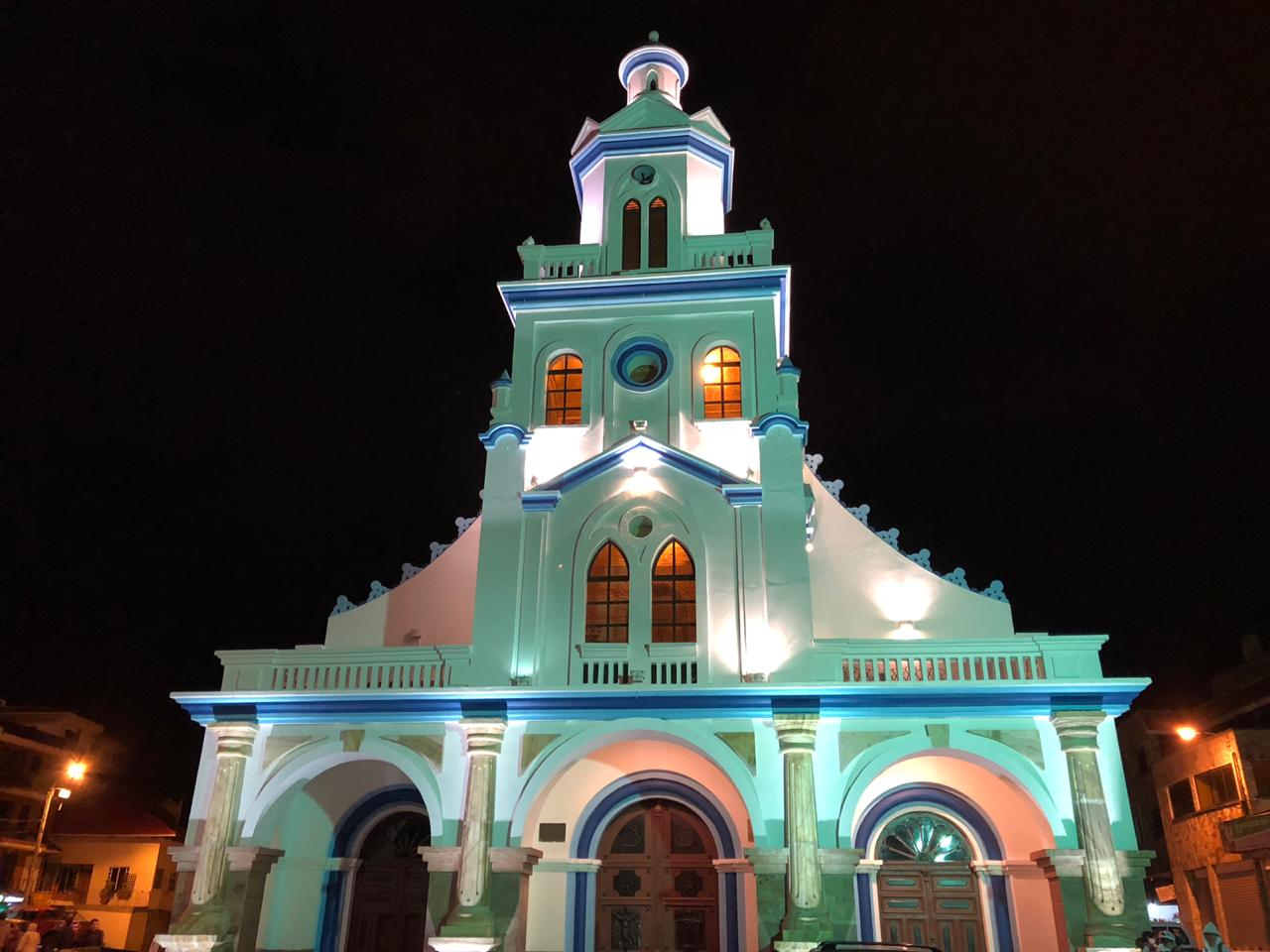
Iglesia Católica de la Santísima Virgen de La Merced de Turi

### Mirador de Turi
Más conocido como el balcón de Cuenca cuenta con una vista panorámica que permite a los turistas disfrutar de una vista completa de la ciudad de Cuenca, indudablemente un sitio obligatorio de ir a visitar para los extranjeros. Este mirador natural resulta muy vistoso para el Turismo de la ciudad, ya que ofrece una amplia visión de la misma, en la que se puede apreciar claramente sectores como es el centro de la ciudad de Cuenca, las cúpulas de la catedral, los 4 ríos que cruzan por la ciudad y a la distancia el Parque nacional El Cajas; indudablemente otro símbolo que caracteriza a la ciudad del austro. También ahora cuenta con un nuevo mirador que es una plataforma de vidrio

### Aventuri
Parque mirador extremo, enfocado en el turismo de la zona para locales y extranjeros, el cual cuenta con grandes espacios al aire libre, camineras entre los árboles, columpios, cuerda floja y sobre todo una silla en la cual puedes ver la ciudad, mientras que tus pies están en un barranco de 500 metros de profundidad.
Este punto relativamente moderno dentro del panorama clásico que nos ofrece el mirador de Turi para la ciudad. Aventuri proporciona actividades para locales y turistas, como una manera alternativa para apreciar este punto. 

### El señor de Belén
La parroquia Turi cuenta con varios puntos turísticos que abarcan el tema religioso y este es uno de ellos el señor de Belén que se encuentra crucificado en la montaña de Turi recordando el estilo romántico de aquella con su elaboración que fue esculpido en piedra el cual se encuentra por la casa parroquial es sin duda uno de los puntos más representativos de la zona.

### El parque Icto Cruz
Se fundó el 28 de agosto de 2020 forma parte del circuito de mega parques. El proyecto contempla la recuperación de 56 Has., de montaña degradada por el mal uso de suelo y efectos adversos de la construcción del Centro de Rehabilitación Social Regional Sierra Centro Sur.
La actuación ambiental considera la preservación de árboles y arbustos nativos,  para recuperar paulatinamente el espacio como una zona de humedal importante en la conservación de las fuentes hídricas de la ciudad. Se proyecta la creación de senderos para caminata, rutas de bicicleta de montaña, recorridos de altura por las quebradas (canopy), zonas inundables para la conservación de anfibios nativos, miradores, puntos de acampada y pícnic, así como también una zona administrativa para oficinas, cafetería, enfermería.

## Historia
Turi principalmente fue construido en un territorio alto, esto se debe a que se lo reconocía como un lugar de vigilancia por su mirador para los pueblos que existían en ese entonces antes de la colonia, también la montaña de Turi era utilizada para eventos de adoración en la época Incásica ya que esta parroquia también fue habitada por indígenas antes de su fundación política que se caracterizaba por hacer sus divisiones de viviendas por haciendas. A medida que la iglesia tomaba fuerza en ese sector este mismo quería expandir sus oraciones e ideales y expandir su estructura territorial, por lo que en 1853 se forma una comisión que propone crear lo que viene siendo la parroquia de Turi. A medida que se iba tomando esta decisión el entonces Presidente José María Urbina, lo aprueba y lo asciende oficialmente a parroquia, y como parroquia eclesiástica el mismo año.
El origen de nombre de esta parroquia Turi se debe a que este significa hermandad o hermano, también se lo relaciona con el término Curi por el oro ya que montañas vecinas llevaban el nombre de Cullca que se denomina en esa lengua como plata. Las fiestas en ese territorio son principalmente por costumbres y ritos religiosos que se realizaban antiguamente, ya que sus fiestas particularmente rendían culto a varios santos como: San Agustín; El Señor de Belén, Virgen de la Merced, San Andrés, San Pablo y San Pedro, San Vicente, la Virgen María, la Semana Santa y la Navidad, resaltando la fiesta religiosa a la Patrona Virgen de la Merced.  
Evidentemente también se celebraban clásicas fechas que celebramos hoy en día. Además de las fiestas y sus costumbres  las comunidades que residían en la parroquia practicaban cosechas y de por sí realizaban con los debidos ciclos para una producción agrícola efectiva enseñados por sus ancestros y pasando de generación en generación hasta como lo conocemos culturalmente en Ecuador hoy en día.

## Economía
La economía de la parroquia de Turi se sustenta por varios factores, uno de ellos siendo de los principales el turismo que abarca la ciudad de Cuenca ya que es considerada una de las zonas más visitadas de la ciudad abarcando un comercio al por menor y al por mayor siendo el 27,34%, en este porcentaje podemos encontrar diferentes tipos de productos de venta tanto para los visitantes de la zona como las personas que residen en esta parroquia la cuales son artesanías en ropa, carpintería, polleras, bordados de vestidos, diferentes clases de muebles,cerámica, velas y varios productos alimenticios como fideos y tallarines, seguido por productos ganaderos, agricultura, pesca y silvicultura con el 23,58% y siendo la tercera parte la industria de manufactura de la parroquia con un 18,58%.. Turi cuenta con un gran impulso  e incremento potencial en su economía debido a las diferentes fábricas de jeans, calzados y elementos de construcción que están establecidas en su parroquia ayudando a la movilización de personas  llegando a utilizar diferentes servicios que brindan los habitantes con sus emprendimientos personales lo cual impulsa de gran manera el comercio de la zona.

Portón de la iglesia de Turi

La parroquia Turi tiene un gran potencial para la elaboración y producción de materia prima proveniente del suelo ya sea por su gran extensión las cuales son utilizadas para los productos agrícolas, agropecuario, pecuario que son llevadas a cabo en la zona, siendo así que la mayor parte de la superficie esta ocupada por actividades de cultivo de ciclo corto para producción agropecuaria, cultivo de maíz y pasto natural convirtiéndose en un punto focal del desarrollo pecuario de la ciudad de Cuenca. Los principales productos agrícolas que podemos encontrar en Turi son a los que se dedican los habitantes del mismo, los cuales son: maíz, alfalfa, tomate de árbol y diferentes especies de hortalizas, en cambio en el sector pecuario podemos encontrar diferentes tipos de crianzas de animales como cerdos, borregos, pollos cuyes y ganados. Cabe recalcar que además de ser sector diferentes materiales y productos de la ciudad de Cuenca, la parroquia posee también grandes áreas destinadas hacia la conservación de la naturaleza y aprovechamiento forestal.

## Fecha de parroquialización
La fecha de parroquialización (creación) es el 5 de febrero de 1853
El pasado 15 de febrero de 2020, se conmemoraron los 167 años de parroquialización de Turi; acto que se conmemoró en conjunto a celebraciones y eventos organizados por su GAD parroquial y su dirigente, Paúl Pañi, quien se mencionó con grato agradecimiento a su poblado por procurar durante todo este tiempo el desarrollo y prosperidad de la parroquia.

## Población
Según el censo del 2010, la parroquia Turi cuenta con una población de 8964 habitantes.

## Grupos étnicos
Según la INEC con el censo realizado en el 2010 la parroquia Turi cuenta con 653 personas pertenecientes a 5 diferentes grupos étnicos representativos del país.
| Grupos étnicos      |                     |       |       |
| Descripción         | Descripción         | Casos | %     |
| Achuar              | Achuar              | 3     | 0,46  |
| Kichwa de la sierra | Kichwa de la sierra | 206   | 31,55 |
| Pastos              | Pastos              | 2     | 0,31  |
| Puruhá              | Puruhá              | 1     | 0,15  |
| Kañari              | Kañari              | 348   | 53,29 |
| Se ignora           | Se ignora           | 93    | 14,24 |

## Comunidades existentes en la parroquia
Agua Santa - Ascensión - Asunción - Bella Vista - Corazón de Jesús - Chaguarcorral - El Calvario - El Cisne - El Recreo - Guariviña - Hierba Buena - La Merced - La Pradera - Pata Pamba - Playa la Paz - Punta Corral - Rumiloma - San Isidro - Santa Anita - Tres Claveles - Trinidad - Turi Centro - Virgen de la Nube/ Icto Cruz.

## Clima
Cuenta con una temperatura media entre los 12°y 22 °C en los cuales los meses con mayor temperatura en la zona son entre marzo y septiembre a excepción de los meses de junio y julio, ya que con base en resultados de varios estudios climatológicos realizados por la estación meteorológica denominada Turi la cual posee este tipo de datos de la parroquia son los meses con más baja temperatura. Este rango de temperatura se debe a sus altitudes que oscilan entre 2555 m s. n. m. y 3035 m s. n. m. Normalmente sectores como Turi tienen dos estaciones de lluvia a lo largo del año debido a que el sector es un valle localizado en la Sierra ecuatoriana, estas estaciones son entre febrero-mayo y octubre-noviembre

## Centro de rehabilitación
En la ciudad de Cuenca, sector Turi, con 34 350 m² de construcción y una inversión de cerca de USD 41 millones, el Centro de Rehabilitación Social Regional Centro Sur, CRS Turi, empezó a funcionar este miércoles 19 de noviembre con 690 personas privadas de libertad (PPL).
El Servicio de Contratación de Obras, SECOB ejecutó la construcción del centro, que cuenta con pabellones de mínima, mediana y máxima seguridad, zona agrícola, talleres, cocina, unidad de salud, pabellón de observación y administración.
El centro está dotado por un sistema de vigilancia, con 243 cámaras, escáneres de última generación para el cumplimiento de protocolos de seguridad.
La construcción del CRS Turi requirió la ejecución de obras complementarias como la habilitación de 5.3 km de vía de acceso, ejecutada al 100 % y la implementación de nuevas redes hidrosanitarias y agua potable para el sector. De igual manera se trabaja en la configuración de cámaras y detalles en cocina y talleres.
Con la habilitación de este CRS, las personas privadas de libertad que ocupaban la cárcel de Cuenca mejorarán sus condiciones en espacios para su residencia y ocupaciones que coadyuvan a un proceso de rehabilitación promovido por el Gobierno Nacional en su política social.